# Référendum de 1991 au Haut-Karabagh
Un référendum pour l'indépendance a lieu le 10 décembre 1991 au Haut-Karabagh.

## Contexte
Pendant la période soviétique, cette terre historiquement arménienne est intégrée à la République socialiste soviétique d'Azerbaïdjan en tant qu'oblast autonome du Haut-Karabagh. Le référendum a lieu au cours de la Guerre du Haut-Karabagh, consécutive à la Dislocation de l'URSS, et qui prend fin en mai 1994.

## Contenu
La question posée est la suivante : 
1. « Acceptez-vous que la République du Haut Karabagh soit un État  indépendant décidant lui-même les formes de coopération avec d’autres États ou communautés ?»[2].

## Conditions
Pour être considéré valide, le référendum doit recueillir les deux tiers des voix exprimées et dépasser le quorum de 50%.

## Résultats
| Choix                       | Votes         | %     |
| --------------------------- | ------------- | ----- |
| Pour                        | 108 615       | 99,98 |
| Contre                      | 24            | 0,02  |
| Votes blancs et invalides   | 95            | –     |
| Total                       | 108 736 (sic) | 100   |
| Inscrits/Participation      | 132 328       | 82,17 |
| Source : Démocratie Directe |               |       |

Note : un écart de quelques voix existe entre le total des suffrages, l'addition des différents suffrages exprimés et le pourcentage de participation communiqués par les résultats officiels.